# Кресент-Сити (Калифорния)
Кре́сент-Си́ти (англ. Crescent City) — окружной центр округа Дел-Норт штата Калифорния (США). Население по данным переписи 2010 года составляло 7643 человека.

## География
По данным Бюро переписи населения США Кресент-Сити имеет общую площадь в 6,255 квадратного километра, из которых 5,085 кв. километра занимает земля и 1,17 кв. километра — вода. Площадь водных ресурсов составляет 18,7 % от всей его площади.
Город Кресент-Сити расположен на высоте 13 метров над уровнем моря.
| Показатель                                                                | Янв. | Фев. | Март | Апр. | Май  | Июнь | Июль | Авг. | Сен. | Окт. | Нояб. | Дек. | Год  |
| ------------------------------------------------------------------------- | ---- | ---- | ---- | ---- | ---- | ---- | ---- | ---- | ---- | ---- | ----- | ---- | ---- |
| Абсолютный максимум, °C                                                   | 24   | 26   | 31   | 30   | 32   | 33   | 36   | 35   | 36   | 34   | 27    | 27   | 36   |
| Средний суточный максимум, °C                                             | 13,4 | 13,4 | 13,2 | 14,0 | 15,2 | 16,4 | 17,2 | 17,9 | 18,1 | 16,8 | 14,6  | 12,9 | 15,3 |
| Средняя температура, °C                                                   | 9,4  | 9,6  | 9,6  | 10,4 | 11,8 | 13,1 | 14,1 | 14,7 | 14,1 | 12,7 | 10,6  | 9,1  | 11,6 |
| Средний суточный минимум, °C                                              | 5,5  | 5,8  | 6,0  | 6,9  | 8,4  | 9,6  | 10,9 | 11,6 | 10,1 | 8,4  | 6,7   | 5,2  | 7,9  |
| Абсолютный минимум, °C                                                    | −7   | −5   | −3   | −2   | −1   | 0    | 2    | 1    | 1    | 0    | −5    | −7   | −7   |
| Среднее число дней с осадками                                             | 17   | 14   | 18   | 14   | 9    | 7    | 4    | 6    | 8    | 12   | 15    | 18   | 141  |
| Норма осадков, мм                                                         | 239  | 176  | 198  | 130  | 63   | 36   | 8    | 9    | 28   | 103  | 199   | 283  | 1473 |
| Источник: Национальное управление океанических и атмосферных исследований |      |      |      |      |      |      |      |      |      |      |       |      |      |

## Демография
По данным переписи населения 2010 года в Кресент-Сити проживало 7643 человека. Средняя плотность населения составляла около 1503 человек на один км².
Расовый состав Кресент-Сити по данным переписи распределился следующим образом: 5052 (66,1 %) — белых, 910 (11,9 %) — чёрных или афроамериканцев, 370 (4,8 %) — коренных американцев, 333 (4,4 %) — азиатов, 7 (0,1 %) — выходцев с тихоокеанских островов, 275 (3,6 %) — представителей смешанных рас, 696 (9,1 %) — других народностей. Испаноязычные или латиноамериканцы составили 30,6 % (2342 человека) от всех жителей.
Из 1707 домашних хозяйств в 32,7 % — воспитывали детей в возрасте до 18 лет, 30 % представляли собой совместно проживающие супружеские пары, в 18,4 % семей женщины проживали без мужей, 44,9 % не имели семей. 36 % от общего числа семей на момент переписи жили самостоятельно, при этом 13,4 % составили одинокие пожилые люди в возрасте 65 лет и старше.
Средний размер домашнего хозяйства составил 2,38 человек, а средний размер семьи — 3,13 человек.
Население по возрастному диапазону по данным переписи 2010 года распределилось следующим образом: 1107 человек (14,5 %) — жители младше 18 лет, 934 человека (12,2 %) — от 18 до 24 лет, 3292 человека (43,1 %) — от 25 до 44 лет, 1725 человек (22,6 %) — от 45 до 64 лет и 585 человек (7,7 %) — в возрасте 65 лет и старше. Средний возраст жителей составил 34,9 года. На каждые 100 женщин в Кресент-Сити приходилось 250,1 мужчины, при этом на каждые сто женщин 18 лет и старше приходилось 298,5 мужчины также старше 18 лет.